# Броньовані крейсери типу «Асама»
Крейсери типу «Асама» (浅間型装甲巡洋艦, Asama-gata sōkōjun'yōkan) - два броньовані крейсери, побудовані для Імперського флоту Японії наприкінці 1890-тих. Оскільки Японія на той час не мала індустріального потенціалу для побудови таких кораблів самостійно, їх замовили у Британії. Вони стали частиною "Флоту шість-шість" - програми розширення ВМС, яка почалася після перемоги над Китаєм у Японсько-цінській війні  1894–95 років. 

## Служба
Обидва крейсери типу взяли участь в усіх чотирьох основних морських битвах Російсько-японської війни  1904–05 років — Битві при Порт-Артурі, битві біля Ульсану,  битві на Жовтому морі, та Цусімській битві— проте відіграли значно менш помітну роль у Першій світовій війні. Asama сів на мілину під час пошуку німецьких рейдерів на початку 1915 року та наступні два роки провела на ремонті.  Tokiwa взяла участь у облозі Циндао (1914) та також брала участь у пошуку  ворожих рейдерів. Обидва кораблі використовувались як навчальні під час війни та після її завершення 1918 року.
Asama продовжувала навчальні походи аж поки знову не сіла на мілину 1935 року, після чого стала стаціонарним навчальним кораблем до кінця служби. Tokiwa, перетворена на мінний загороджувач у 1922–24 роках, та переведений у резерв 1927 після випадкового вибуху кількох мін, які пошкодили корабель. Він став навчальним мінним загороджувачем у 1940 р. Під час воєнних дій на Тихому океані 1941-1945, Tokiwa взяла участь у окупації  Островів Гілберта (1941) та Рабаула (1942) у Новій Гвінеї. Пошкоджений американським авіаударом незабаром після того, корабель мусив повернутися до Японії для ремонту.   Tokiwa встановлювала мінні загородження у 1944–45 до моменту, поки не була двічі ушкоджена мінами у 1945. Незадовго до завершення війни американські літаки завдали серйозних ушкоджень кораблю і його екіпаж мусив посадити його на мілину аби уникнути потоплення. Tokiwa була піднята1947 і потім утилізована на метал. Asama пережив війну неушкодженим і був утилізований у 1946–47.